# Verneřické středohoří
Verneřické středohoří je jedním ze dvou geomorfologických podcelků Českého středohoří v severní části České republiky, převážně v Ústeckém kraji. Je členěno do dvou okrsků. Nejvyšším bodem je vrchol Sedla (727 m n. m.) nedaleko města Úštěku, nejnižším bodem podcelku pak je hladina Labe v Děčíně (121,9 m n. m.).

## Geomorfologické členění
Česká republika se rozkládá na území čtyř geomorfologických oblastí. Jednou z nich je Krušnohorská soustava (též zvaná subprovincie). Ta se člení na oblasti, jednou z nich je Podkrušnohorská hornatina. Oblasti se dále člení na geomorfologické celky, jedním z nich je České středohoří (dle Demka IIIB-5). České středohoří má dva podcelky, severnější Verneřické středohoří (IIIB-5A)í, více na jihu je Milešovské středohoří (IIIB-5B).
Podcelky se dále dělí na okrsky a podokrsky. Podcelek Verneřického středohoří se dělí na čtyři okrsky: Ústecké středohoří, Bukovohorské středohoří, Benešovské středohoří a Litoměřické středohoří. 
Kompletní geomorfologické členění celého Českého středohoří uvádí následující tabulka:
| Geomorfologické členění Českého středohoří                             | Geomorfologické členění Českého středohoří | Geomorfologické členění Českého středohoří |
| ---------------------------------------------------------------------- | ------------------------------------------ | ------------------------------------------ |
| ČESKÁ VYSOČINA • Krušnohorská soustava • Podkrušnohorská oblast        |                                            |                                            |
| VERNEŘICKÉ STŘEDOHOŘÍ                                                  | Benešovské středohoří                      | Medvědí hůrka (644 m)                      |
| VERNEŘICKÉ STŘEDOHOŘÍ                                                  | Bukovohorské středohoří                    | Buková hora (686 m)                        |
| VERNEŘICKÉ STŘEDOHOŘÍ                                                  | Litoměřické středohoří                     | Sedlo (727 m)                              |
| VERNEŘICKÉ STŘEDOHOŘÍ                                                  | Ústecké středohoří                         | Javorský vrch (617 m)                      |
| MILEŠOVSKÉ STŘEDOHOŘÍ                                                  | Kostomlatské středohoří                    | Milešovka (837 m)                          |
| MILEŠOVSKÉ STŘEDOHOŘÍ                                                  | Teplické středohoří                        | Štrbický vrch (475 m)                      |
| MILEŠOVSKÉ STŘEDOHOŘÍ                                                  | Bořeňské středohoří                        | Bořeň (539 m)                              |
| MILEŠOVSKÉ STŘEDOHOŘÍ                                                  | Ranské středohoří                          | Milá (510 m)                               |
| PROVINCIE • Subprovincie • Oblast / Celek / PODCELEK • Okrsek • Vrchol |                                            |                                            |

## Popis Verneřického středohoří
Tato severní část Českého středohoří má rozlohu 732 km2. Nejvyšším bodem je vrchol Sedla 727 m n. m., nejnižším hladina Labe v Děčíně s nadmořskou výškou 121,9 metrů. Složení hornin je různorodé – především jsou to magmatické horniny čedič, znělec a trachyt, dále pískovec a vzácněji třetihorní tufity, jíly a písky. Vyskytuje se zde řada magmatických suků, četné geomorfologické tvary byly formovány mrazovým zvětráváním a odnosem vulkanitů. Krajinu výrazně zformovala řeka Labe svou erozívní činností, hřbety a zarovnané povrchy jsou v této oblasti střídány hlubokými údolími řek (Labe, Ploučnice).

## Chráněné lokality
Téměř celý podcelek je v péči CHKO České středohoří. Je zde řada zvláště chráněných maloplošných území. V Ústeckém středohoří je to PP Divoká rokle, PP Jílovské tisy, PR Kozí vrch, PR Bohyňská lada, v Benešovském NPP Panská skála a NPP Březinské tisy, v Bukovohorském PR Kamenná hůra, NPP Dubí hora, v Litoměřickém NPR Sedlo, NPP Vrkoč, PP Magnetovec - Skalní hřib. 

## Nejvyšší vrcholy
- Sedlo 727 m,
- Buková hora 686 m,
- Kočičí vrch 681 m,
- Vrchovina 678 m,
- Matrelík 669 m,
- Zpěvný vrch 659 m,
- Varhošť 639 m,
- Na koruně 628 m,
- Polevský vrch 627 m,
- Stráž (České středohoří) 625 m,
- Javorský vrch 617 m,